# Jerzy Gizelewski
Jerzy Owidyusz Gizelewski (ur. 16 stycznia 1932, zm. 3 maja 2014 we Wrocławiu) – polski lekkoatleta, specjalista trójskoku.

## Kariera sportowa
Zajął 7. miejsce w trójskoku na mistrzostwach Europy w 1954 w Bernie.
Był wicemistrzem Polski w trójskoku w 1953 i 1954 (oba razy przegrywając z Zygfrydem Weinbergiem). Zdobył również brązowe medale halowych mistrrzostw Polski w 1951 w skoku w dal i w  1954 w trójskoku.
W 1953 i 1954 dwukrotnie wystąpił w trójskoku w lekkoatletycznych meczach reprezentacji Polski, odnosząc jedno zwycięstwo indywidualne.
Został pochowany 10 maja 2014 na Cmentarzu Osobowickim we Wrocławiu.

## Rekordy życiowe
Źródło:
| Konkurencja | Data i miejsce            | Wynik   |
| ----------- | ------------------------- | ------- |
| skok w dal  | 17 czerwca 1956, Warszawa | 6,76 m  |
| trójskok    | 18 lipca 1954, Warszawa   | 15,02 m |